# Cobertura (moradia)

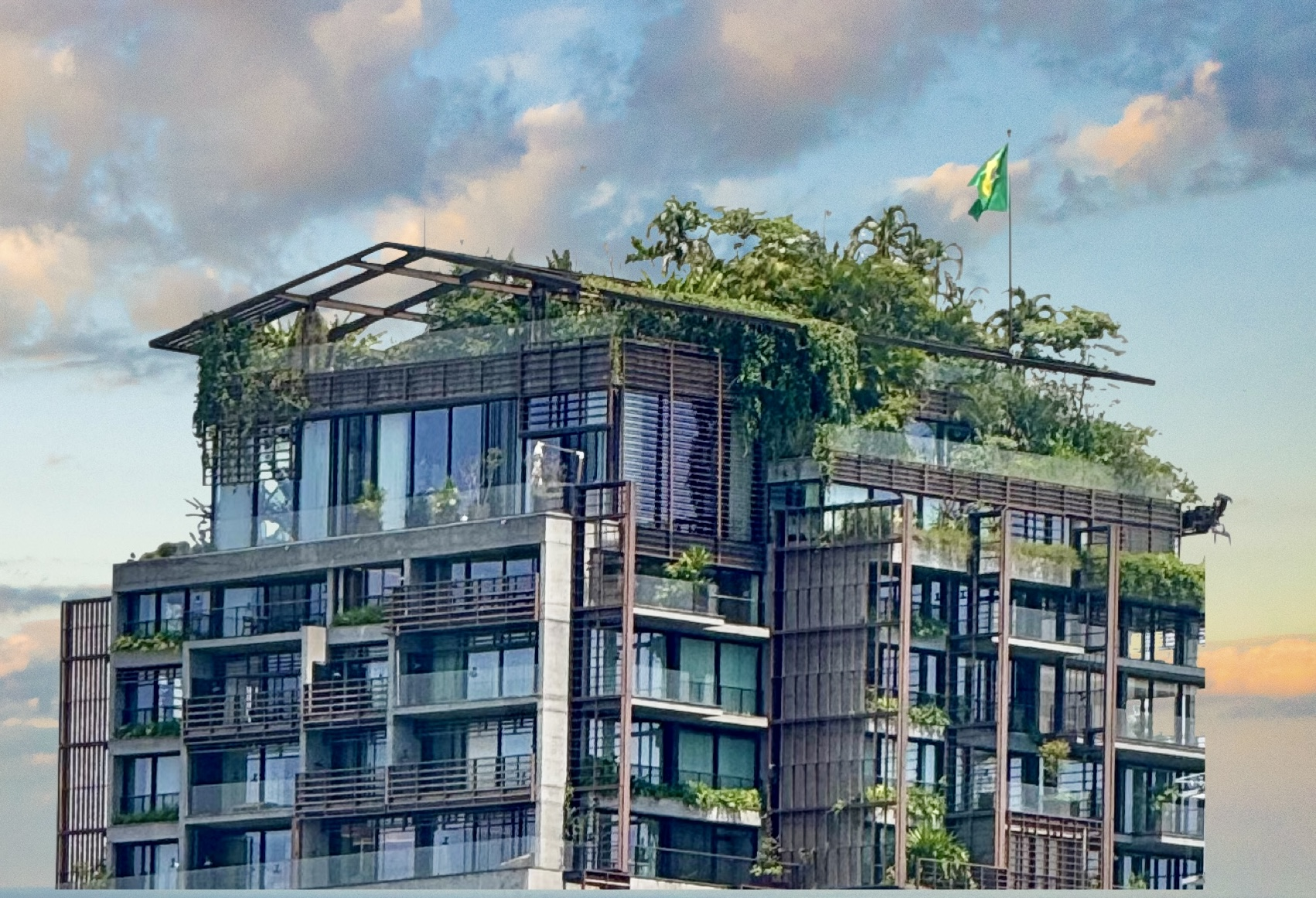
Penthouse Suite, cobertura triplex de 1.115 metros quadrados, ubicada no megacomplexo de luxo Cidade Matarazzo, leva a assinatura do arquiteto francês Jean Nouvel (prêmio Pritzker em 2008). Localizado no bairro da Bela Vista, São Paulo.

Uma cobertura (em inglês, penthouse) é um apartamento ou unidade tradicionalmente localizada no andar mais alto de um edifício de apartamentos de luxo, condomínio, hotel ou torre. As penthouses são tipicamente diferenciadas de outros apartamentos por suas características de luxo. 
Recentemente, edifícios de apartamentos de luxo em altura começaram a designar várias unidades no andar residencial mais alto ou em vários andares residenciais superiores, incluindo o andar superior, como apartamentos penthouse, e equipá-las com acessórios, acabamentos e designs ultra-luxuosos que são diferentes de todos os outros andares residenciais do edifício. Esses apartamentos penthouse geralmente não estão recuados das paredes externas do edifício, mas estão alinhados com o restante do edifício e diferem apenas em tamanho, luxo e, consequentemente, preço. Edifícios altos também podem ter estruturas conhecidas como penthouses mecânicas que abrigam maquinário ou equipamentos, como os mecanismos de tambor para um elevador. Apresentam taxas condominiais e tributos mais elevados e geralmente são encontrados em bairros nobres. Podem apresentar torres de observação, helipontos, mirantes e restaurantes, estruturas projetadas especificamente para oferecer vistas panorâmicas de uma área.

## História

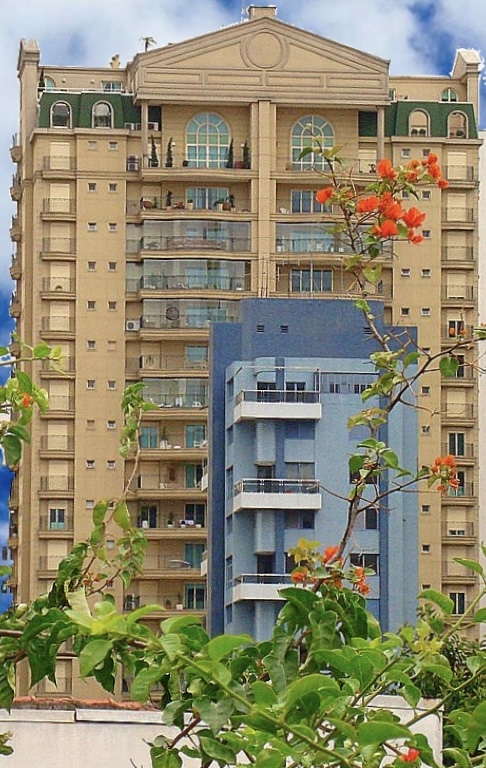
É possível observar a diferença da cobertura, para os outros apartamentos de luxo do edifício. Alto de Santana, São Paulo.

### Origem do nome e significado
O termo "penthouse" originalmente se referia, e às vezes ainda se refere, a uma "casa" menor e separada que foi construída no telhado de um edifício de apartamentos. Arquitetonicamente, refere-se especificamente a uma estrutura no telhado de um edifício que está recuada em relação às suas paredes externas. Essas estruturas não precisam ocupar todo o deck do telhado. Já o nome penthouse é derivado de "apentis", uma palavra do francês antigo que significa "edifício anexado" ou "apêndice". A grafia moderna é influenciada por uma etimologia popular do século XVI que combina a palavra do francês médio para "inclinação" (pente) com o substantivo inglês "house" (o significado na época era "edifício anexado com um telhado ou toldo inclinado").
Na arquitetura, o termo "cobertura" é utilizado para referir-se a uma estrutura sobre o telhado de um edifício. Normalmente, é um imóvel sem outro igual naquele edifício, ocupando um espaço de dois ou mais apartamentos de luxo. Costuma ser projetada para a frente, ao invés dos apartamentos dos andares abaixo, que são projetados para os lados; porém costuma ter duas entradas, pela esquerda e pela direita, como de duas casas se tratasse.

### Desenvolvimento

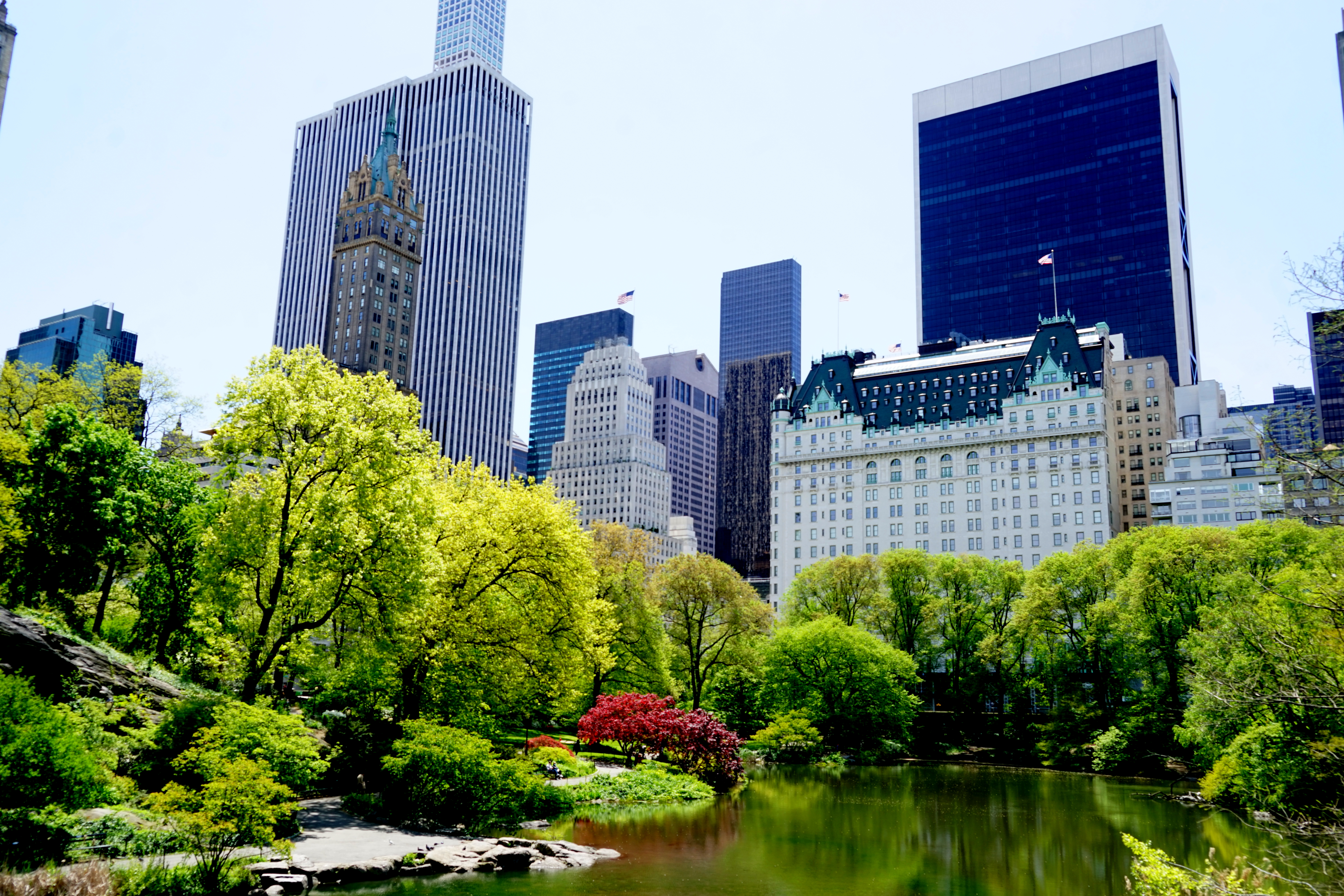
Cobertura do Plaza Hotel, uma das primeiras do mundo.

As coberturas foram desenvolvidas a partir do início do século XX, sendo relacionadas à distribuição da energia elétrica e ao uso do elevador, que proporcionou um acesso mais rápido aos andares mais altos dos edifícios e à construção de edifícios mais altos, que começaram a oferecer vistas privilegiadas (skylines) da cidade. Antes disso, os andares superiores dos edifícios eram geralmente menos desejáveis devido à dificuldade de acesso. No entanto, com a introdução dos elevadores, esses espaços passaram a ser vistos como oportunidades para criar residências exclusivas e luxuosas, longe do barulho e da agitação das ruas. Na década de 1920 cidades como Nova Iorque começaram a elaborar projetos para aproveitar os espaços superiores de edifícios com vistas panorâmicas da cidade.

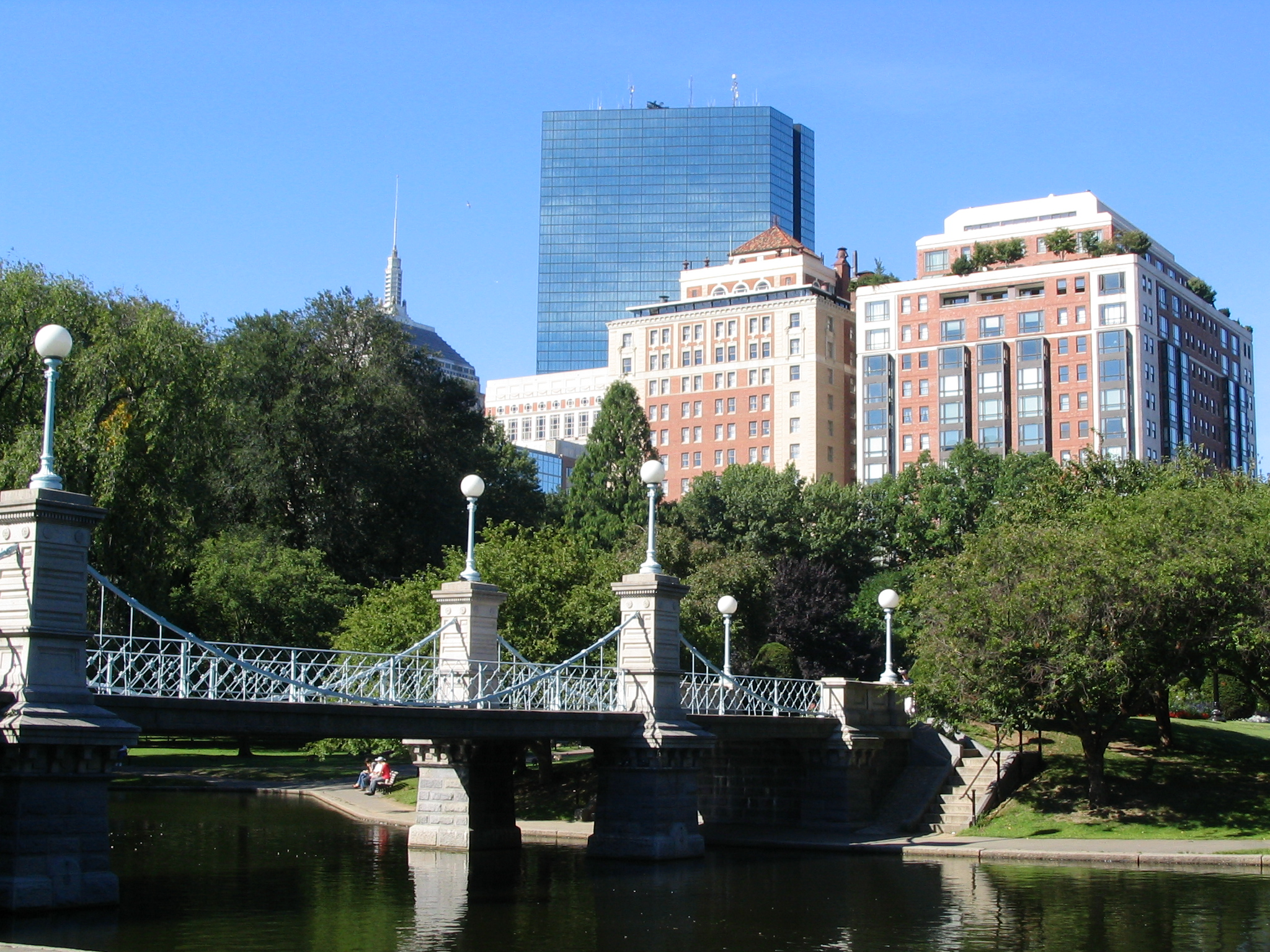
Cobertura do antigo hotel Ritz-Carlton in Boston, 2004

As penthouses apareceram pela primeira vez nas cidades dos EUA na década de 1920, com a exploração de espaços de telhado para propriedades de alto padrão. O primeiro desenvolvimento reconhecido foi no topo do Plaza Hotel, com vista para o Central Park, em Nova York, em 1923. Seu sucesso causou um rápido desenvolvimento de apartamentos penthouse de luxo semelhantes na maioria das grandes cidades dos Estados Unidos nos anos seguintes. A popularidade das penthouses decorre dos recuos que permitem espaços de terraço ao ar livre significativamente maiores do que as varandas tradicionais em balanço. Devido ao desejo de ter espaço ao ar livre, os edifícios começaram a ser projetados com recuos que poderiam acomodar o desenvolvimento de apartamentos e terraços em seus níveis mais altos. 

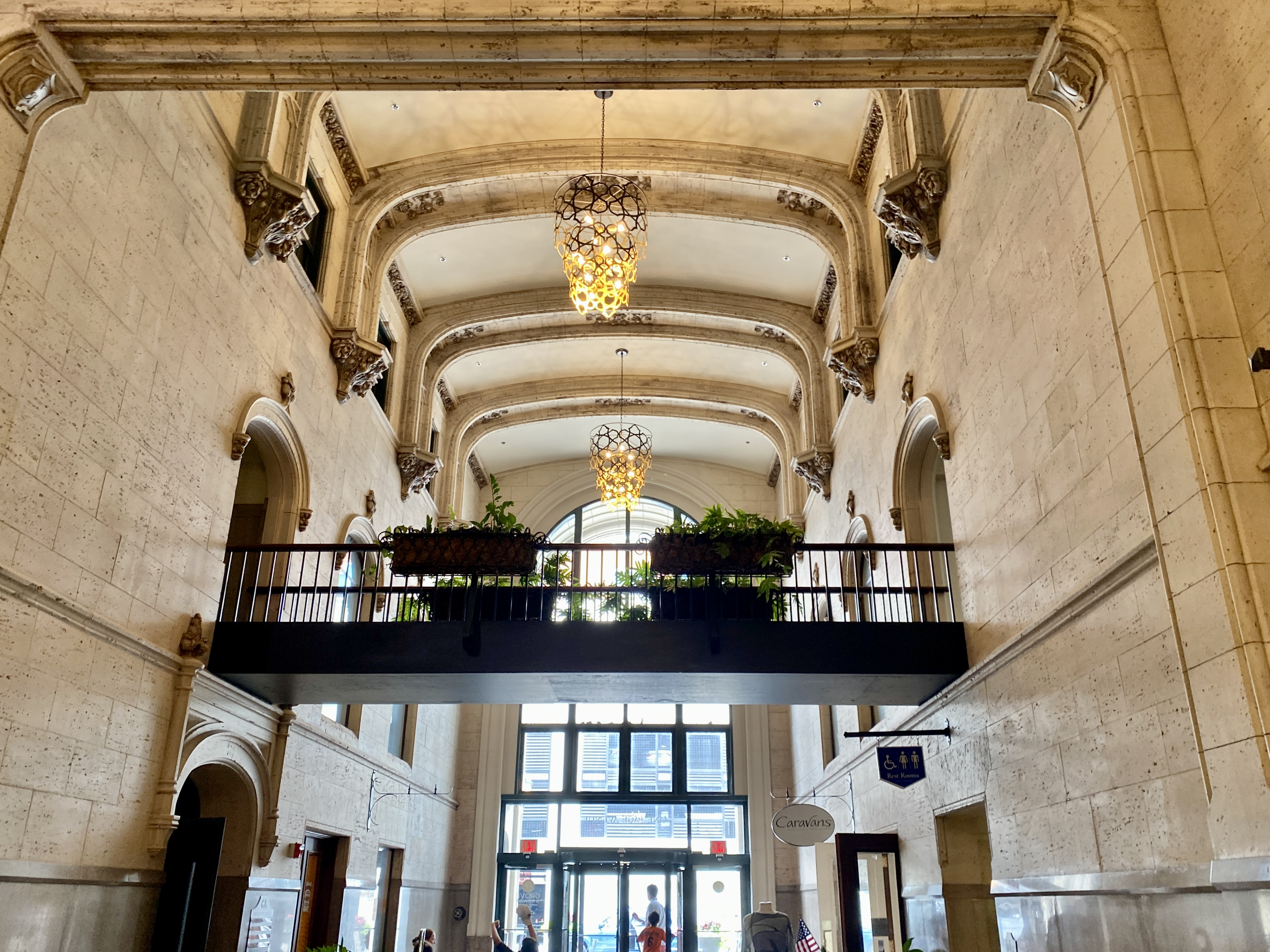
Interior da cobertura do Arcade Building, construído em 1929, Asheville, Carolina do Norte.

Este período foi marcado por um crescimento econômico significativo e uma explosão de inovação arquitetônica. Na década de 1920, Nova York estava no auge de seu desenvolvimento urbano, e a demanda por habitações que refletissem o requinte e a sofisticação da época cresceu.  As penthouses rapidamente se tornaram símbolos de status, oferecendo não apenas vistas espetaculares, mas também um nível de privacidade e exclusividade que não era encontrado em outros tipos de residências urbanas.
Com o tempo, o conceito de penthouse se expandiu para além dos Estados Unidos, chegando a outras partes do mundo, incluindo o Brasil. Em cada local, as penthouses foram adaptadas para refletir as preferências culturais e arquitetônicas locais, mas sempre mantendo o foco no luxo e na exclusividade. As penthouses, com suas vistas panorâmicas e luxuosas amenidades, são frequentemente vistas como o auge do estilo de vida urbano sofisticado. Estas propriedades não são apenas símbolos de status, mas também refletem a cultura e o glamour das cidades em que estão localizadas. Vamos explorar algumas das penthouses mais icônicas do mundo, abrangendo Europa, Ásia, América do Norte, América Latina, Oceania, além de sua influência na cultura popular.

## Design
Nem todos os edifícios residenciais possuem uma cobertura a que se possa chamar de Penthouse: a maioria possui apenas o telhado, área não habitável e utilizada apenas para a realização de serviços de manutenção. Alguns edifícios, entretanto, possuem uma área chamada terraço, de acesso comum aos moradores, que pode ser restrito ou não. Em prédios sem elevadores, o apartamento do último andar costuma ser desvalorizado em função da necessidade de subir vários lances de escada. Em edifícios comerciais, essas áreas podem ser usadas por restaurantes, como o Terraço Itália em São Paulo. Penthouses modernas podem ou não ter terraços. O espaço do andar superior pode ser dividido entre vários apartamentos, ou um único apartamento pode ocupar um andar inteiro. As penthouses frequentemente têm seu próprio acesso privado, onde o acesso a qualquer telhado, terraço e qualquer recuo adjacente é controlado exclusivamente.
As penthouses também podem se diferenciar por amenidades luxuosas, como eletrodomésticos de alta qualidade, materiais de acabamento finos, sistemas de piso luxuosos e mais. Características não encontradas na maioria dos apartamentos do edifício podem incluir uma entrada ou elevador privativo, ou tetos mais altos/abobadados. Em edifícios que consistem principalmente de apartamentos de um único nível, os apartamentos penthouse podem ser distinguidos por terem dois ou mais níveis (se forem dois, a cobertura é duplex; se três, é triplex) . Eles também podem ter características como um terraço, lareira, mais área útil, janelas grandes, várias suítes master, espaço para escritório, piscina privativa, jardim, jacuzzi, janelas de grandes dimensões, apresentar vista panorâmica (se não houver muitos edifícios próximos, melhor ainda), elevador privativo e maior uso da luz natural. Podem ser equipados com cozinhas de luxo com eletrodomésticos de aço inoxidável, bancadas de granito, ilha de café da manhã e mais.
Residentes de penthouses frequentemente têm vistas magníficas do horizonte da cidade. O acesso a um apartamento penthouse geralmente é fornecido por um elevador separado. Os residentes também podem acessar uma série de serviços do edifício, como coleta e entrega de tudo, desde lavanderia até jantares; reservas em restaurantes e eventos feitas por funcionários do edifício; e outros serviços de concierge. Apartamentos penthouse também podem estar situados em um canto de um edifício, proporcionando vistas de 90° ou mais do horizonte circundante. Aqui estão algumas das características e comodidades que podem ser encontradas nessas propriedades de alto padrão:
- Privacidade e exclusividade: Essas propriedades garantem um alto nível de privacidade, estando localizadas longe do movimento dos andares inferiores. Isso cria um ambiente tranquilo e reservado, ideal para quem busca exclusividade.
- Acabamentos luxuosos e personalização: Os acabamentos são de altíssimo padrão, com materiais de luxo e design sofisticado. Além disso, há a possibilidade de personalização dos espaços de acordo com as preferências individuais dos moradores, tornando cada penthouse única.[12]
- Comodidades de lazer e bem-estar: Muitas penthouses incluem comodidades como spas privativos, jacuzzis com vistas panorâmicas, e terraços privativos que oferecem um espaço ao ar livre exclusivo para relaxamento e entretenimento.
- Infraestrutura moderna e conveniência: A infraestrutura dessas propriedades é moderna e prática, com cozinhas totalmente equipadas, várias casas de banho para conveniência, e, em alguns casos, elevadores privativos que levam diretamente à unidade.
- Áreas de entretenimento: As penthouses frequentemente possuem áreas de convivência amplas, como salas de estar e jantar majestosas, que são perfeitas para receber convidados e realizar eventos sociais em um ambiente luxuoso.
- Espaços amplos e vistas panorâmicas: As penthouses são conhecidas por seus espaços amplos, que proporcionam uma sensação de liberdade e conforto. Além disso, oferecem vistas panorâmicas deslumbrantes, muitas vezes com vistas de 360 graus da cidade ou do mar, dependendo da localização.[13]

Por oferecerem vistas panorâmicas essas unidades podem apresentar helipontos, torres de observação ou mirantes são estruturas projetadas especificamente para oferecer vistas panorâmicas de uma área. Permitindo que os visitantes contemplem a paisagem de uma perspectiva elevada de skylines e pontos turísticos. Muitas torres de observação são construídas com design arquitetônico impressionante e oferecem plataformas de observação que podem incluir elevadores panorâmicos, escadas e áreas de descanso. Essas estruturas são populares entre turistas e moradores locais, pois proporcionam uma maneira única de apreciar a beleza de uma cidade ou região. Já outras possuem restaurantes de luxo com vistas panorâmicas, como o Windows on the World instalado no 106º e 107º andares da Torre Norte do World Trade Center..
| Penthouse:                | Localização                               | Imagem | Sobre: |
| ------------------------- | ----------------------------------------- | ------ | --- |
| One Hyde Park             | Knightsbridge, Londres, Grã-Bretanha      |        | A penthouse do One Hyde Park é uma das mais exclusivas do mundo, localizada em uma das áreas mais prestigiadas de Londres. Com vistas deslumbrantes de Hyde Park e da cidade, a penthouse é projetada com um estilo sofisticado e acabamentos de altíssimo padrão. Os residentes têm acesso a uma variedade de comodidades, incluindo segurança 24 horas, spa e serviços de concierge, tornando a experiência de viver aqui verdadeiramente luxuosa. Suas coberturas foram vendidas por quase £ 200 milhões, geralmente considerado o edifício de apartamentos mais exclusivo do mundo. |
| Hotel The Standard        | Meatpacking District, NYC, Estados Unidos |        | A penthouse do Hotel The Standard em Nova York é famosa por seu design moderno e vibrante. Com vistas impressionantes do rio Hudson e do horizonte da cidade, a penthouse é um espaço de entretenimento ideal, com um terraço ao ar livre e áreas de estar elegantes. Os interiores são decorados com um estilo contemporâneo, e os hóspedes podem desfrutar de serviços de hotel de luxo. |
| Burj Khalifa              | Downtown Dubai, Emirados Árabes Unidos    |        | Obs: Na foto vemos o deck de observação do edifício. A penthouse do Burj Khalifa, o edifício mais alto do mundo, é um exemplo extremo de luxo e exclusividade. Com mais de 3.320 metros quadrados, a penthouse oferece vistas incomparáveis do deserto e da cidade de Dubai. Os interiores são projetados com materiais de altíssima qualidade e incluem várias suítes, uma piscina privativa e áreas de entretenimento. A experiência de viver aqui é complementada por serviços de concierge de classe mundial.                                                                       |
| One57                     | Billionaire's Row, NYC, Estados Unidos    |        | Conhecido como "The Billionaire Building" (Edifício dos Bilionários), a penthouse do One57 é uma das mais cobiçadas de Nova York. Com vistas deslumbrantes do Central Park e do horizonte da cidade, a penthouse apresenta um design luxuoso e acabamentos de alta qualidade. Os espaços são amplos e bem iluminados, com uma cozinha gourmet e várias suítes master, proporcionando conforto e sofisticação. |
| The Shard                 | Bermondsey, Londres, Grã-Bretanha         |        | Obs: Na foto vemos o deck de observação do edifício. A penthouse no The Shard, o edifício mais alto da Europa, oferece vistas espetaculares da cidade de Londres. Com um design contemporâneo e minimalista, a penthouse é equipada com janelas do chão ao teto, permitindo que a luz natural inunde os espaços. Os residentes desfrutam de uma experiência de vida luxuosa, com acesso a serviços exclusivos e comodidades de alto padrão. |
| Palais de la Méditerranée | Nice, França                              |        | A penthouse do Palais de la Méditerranée é um exemplo de luxo à beira-mar, oferecendo vistas deslumbrantes do Mar Mediterrâneo e da Promenade des Anglais. Com um design elegante e contemporâneo, a penthouse possui amplos terraços, onde os residentes podem desfrutar do clima ameno da Riviera Francesa. Os interiores são decorados com materiais de alta qualidade, incluindo mármore e madeira, e contam com espaços abertos que maximizam a luz natural. |
| Torre Eureka              | Melbourne, Austrália                      |        | A penthouse da Torre Eureka é uma das mais altas da Austrália, localizada no 88º andar. Com vistas panorâmicas de Melbourne e do rio Yarra, esta penthouse é um verdadeiro símbolo de luxo. Os interiores são modernos e sofisticados, com tecnologia de ponta e acabamentos de alta qualidade. A unidade também pode incluir uma piscina privativa e um terraço espaçoso, ideal para entretenimento. |

## Cultura Popular
Na cultura popular, as penthouses são frequentemente retratadas em filmes e séries como símbolos de riqueza e poder. Apartamentos penthouse são considerados os melhores de seus mercados e geralmente são os mais caros, com vistas expansivas, grandes espaços de estar e amenidades de primeira linha. Assim, eles são frequentemente associados a um estilo de vida luxuoso. O editor Bob Guccione nomeou sua revista de penthouse, com a frase registrada "Vida no topo".
Em produções como "Sex and the City" e "Billions", as penthouses são cenários frequentes que destacam o luxo e o estilo de vida dos personagens. Na música, referências a penthouses aparecem em letras que celebram o sucesso e o glamour. Eles aparecem em várias formas de mídia, incluindo literatura, música, séries de TV, filmes e novelas. Aqui estão alguns exemplos notáveis:
Literatura
- "Fifty Shades of Grey": Na série de livros de E.L. James, o protagonista Christian Grey possui um penthouse em Seattle, que serve como um cenário central para muitos dos eventos da trama. O espaço é descrito como luxuoso e moderno, refletindo o estilo de vida opulento de Grey.[25]

Música
- "Penthouse Floor" de John Legend: Esta música usa a metáfora de um penthouse para falar sobre ascensão social e sucesso, contrastando a vida no topo com as dificuldades enfrentadas por aqueles que estão "no térreo".[26]

Séries de TV
- "Gossip Girl": A série apresenta Blair Waldorf que vive em uma penthouse, além de Chuck Bass, que são usados para mostrar o estilo de vida glamouroso e muitas vezes tumultuado da elite de Manhattan.[27]
- "Suits": O personagem Harvey Specter vive em um penthouse em Nova York, que reflete seu sucesso como advogado e seu gosto por luxo e sofisticação.[28]

Filmes
- "The Dark Knight": Bruce Wayne, o alter ego de Batman, reside em um penthouse em Gotham City após a destruição de sua mansão. Este espaço é usado para mostrar tanto seu lado público quanto suas atividades como vigilante.[29]

Novelas
- "Avenida Brasil": A novela brasileira apresenta personagens que vivem em penthouses no Leblon, simbolizando o contraste entre a riqueza e a pobreza, um tema central na trama.[30]

## Atualidade
Atualmente, as penthouses continuam a evoluir, incorporando sustentabilidade e tecnologia. Com um foco crescente em designs ecológicos e eficientes energeticamente, as penthouses modernas estão se tornando exemplos de como luxo e responsabilidade ambiental podem coexistir. Em suma, as penthouses não são apenas espaços de habitação; são expressões culturais e artísticas, refletindo a história, os valores e as aspirações das cidades e países onde se encontram.
Nos últimos anos, a tendência de penthouses e empreendimentos imobiliários assinados por grifes de luxo tem crescido significativamente. Essas propriedades combinam design sofisticado com a exclusividade das marcas de moda e automóveis de alto padrão, criando espaços residenciais que são verdadeiros símbolos de status.
1. Armani: A grife Armani é conhecida por seu estilo elegante e minimalista, e isso se reflete em seus empreendimentos imobiliários. O Armani/Casa é um exemplo de como a marca leva seu design icônico para o mundo dos imóveis de luxo, oferecendo penthouses que combinam sofisticação e conforto.

2. Tonino Lamborghini Residences: Localizado em Balneário Camboriú, Brasil, este empreendimento é um exemplo de como a marca Lamborghini, famosa por seus carros esportivos, está expandindo para o mercado imobiliário. As residências oferecem um estilo de vida luxuoso, com design inspirado na velocidade e no dinamismo dos automóveis.

3. Diesel Wynwood Condominium: Em Miami, a Diesel lançou um condomínio que inclui penthouses no bairro de Wynwood. Este empreendimento reflete o estilo jovem e inovador da marca, com design moderno e espaços que promovem um estilo de vida vibrante e urbano.

4. Porsche Design Tower: Localizada em Sunny Isles Beach, Flórida, a Porsche Design Tower é famosa por suas características únicas, como elevadores para carros que permitem que os residentes estacionem seus veículos diretamente em suas unidades. As penthouses oferecem vistas deslumbrantes e um design que reflete a precisão e a inovação associadas à marca Porsche. A Cyrela lançou em setembro no Jardim Europa de Porto Alegre o Tree House e o Garden House Porsche Consulting, com a consultoria empresarial da fabricante automobilística.

5. Fendi Château Residences: Este empreendimento em Miami combina o luxo da moda Fendi com a exclusividade de um endereço à beira-mar. As penthouses são projetadas com atenção aos detalhes e oferecem um estilo de vida sofisticado e elegante.

6. Milano Lifestyle by Versace Home: Este empreendimento no bairro de Moema que leva a grife de moda para São Paulo em parceria com a incorporadora Lavvi.

## Ranking, mais altas
| Billionaire's Row, NYC · Estados Unidos | Billionaire's Row, NYC · Estados Unidos | Billionaire's Row, NYC · Estados Unidos | Dubai · Emirados Árabes Unidos | Dubai · Emirados Árabes Unidos | Dubai · Emirados Árabes Unidos |
| --- | --------------------------------------- | --------------------------------------- | ------------------------------ | ------------------------------ | ------------------------------ |
| 1º Central Park Tower | 2º 111 West 57th Street                 | 3º 432 Park Avenue                      | 4º Marina 101                  | 5º Princess Tower              | 6º 23 Marina                   |
| Altura: 472.4m | Altura: 435.3m                          | Altura: 425.7m                          | Altura: 425m                   | Altura: 413                    | Altura: 392m                   |
| |                                         |                                         |                                |                                |                                |
| Coberturas mais altas do mundo NYC 1º 2º 3º 16º 18º 26º Riade 27º Mumbai 18º Melbourne 21º Gold Coast 17º Dubai Abu Dhabi 4º 5º 6º 8º 9º 10º 13º 15º 20º 25º Bangkok 22º Busan 12º 14º Astana 23ºLocalidades |                                         |                                         |                                |                                |                                |
| Abu Dhabi · Emirados Árabes Unidos | Dubai · Emirados Árabes Unidos          | Dubai · Emirados Árabes Unidos          | Dubai · Emirados Árabes Unidos | Moscou · Rússia                | Busan · Coreia do Sul          |
| 7º Burj Mohammed Bin Rashid | 8º Elite Residence                      | 9º Il Primo Tower                       | 10º Marina Torch               | 11º Neva Towers 2              | 12º Haeundae LCT The Sharp     |
| Altura: 381m | Altura: 381m                            | Altura: 356m                            | Altura: 352m                   | Altura: 345m                   | Altura: 339.1m                 |
| |                                         |                                         |                                |                                |                                |